# Kattegöl
Kattegöl är en sjö i Vetlanda kommun i Småland och ingår i Emåns huvudavrinningsområde. Sjöns area är 0,006 kvadratkilometer och den är belägen 173,6 meter över havet.